# Hellmut Rademacher
Hellmut Rademacher (* 2. Juni 1927 in Neuruppin; † 10. Oktober 2018) war ein deutscher Kunsthistoriker und Autor mit dem Spezialgebiet Plakatgeschichte und Gebrauchsgrafik.

## Leben und Wirken
Hellmut Rademacher wurde im Zweiten Weltkrieg als 16-Jähriger als Flakhelfer verpflichtet und geriet nach einer Verwundung in amerikanische Gefangenschaft. Nach dem Krieg legte er sein Abitur ab und studierte von 1946 bis 1951 an der Humboldt-Universität zu Berlin Geschichte und Germanistik. Nach eineinhalb Jahren als Lehrer an einer Oberschule trat Rademacher 1952 in das Museum für Deutsche Geschichte ein. Über 40 Jahre lang betreute er die Plakatsammlung und publizierte wegweisende Arbeiten zur Geschichte des Plakates.
Unter dem Titel Deutsche Plakate von 1895 bis 1932 konzipierte Hellmut Rademacher 1957 die erste Ausstellung zum historischen Plakat in Deutschland nach dem Zweiten Weltkrieg. Es folgten zahlreiche Artikel, Vorträge und weitere Ausstellungen. 1965 erschien das Buch Das deutsche Plakat. Von den Anfängen bis zur Gegenwart, in dem er erstmals das Plakat als Geschichtsquelle betrachtete. Dieses Buch eröffnete einer ganzen Folge von Autoren eine neue Sichtweise auf das Medium Plakat. 1970 promovierte Rademacher zu einem Thema des politischen Plakats, es folgten, neben seiner Museumstätigkeit, zahlreiche Lehraufträge in Berlin, Leipzig und Halle (Saale). Rademacher war maßgeblich an dem vom Verband Bildender Künstler der DDR 1975 im Dresdner Verlag der Kunst herausgegebenen Buch Gebrauchsgrafik in der DDR beteiligt, für den er auch den einführenden Text schrieb. Das Buch galt in der DDR als Standardwerk.
Rademacher war einer der wenigen Mitarbeiter, die nach dem Ende der DDR vom Deutschen Historischen Museum, der Nachfolgeinstitution des Museums für Deutsche Geschichte, übernommen wurden.
1992 zeigte er in Zusammenarbeit mit René Grohnert im Berliner Zeughaus die Ausstellung Kunst! Kommerz! Visionen!: Deutsche Plakate 1888–1933.
2011 erhielt Hellmut Rademacher als Erster den Preis des Deutschen Plakat Museums im Museum Folkwang für Plakatpublizistik.

## Werke (Auswahl)
- Das deutsche Plakat. Von den Anfängen bis zur Gegenwart. VEB Verlag der Kunst, Dresden 1965.
- Deutsche Plakatkunst und ihre Meister. Verlag Werner Dausien/Edition Leipzig, Hanau/Leipzig 1965.
- Altberlin-Plakate No. 1. Als Postkarten neu aufgelegt. Planet-Verlag, Berlin 1986.
- Theaterplakate – ein internationaler historischer Überblick. Edition Leipzig, 1990, ISBN 3-361-00203-6.
- mit René Grohnert (Hrsg.): Kunst! Kommerz! Visionen!: Deutsche Plakate 1888–1933. Edition Braus, Heidelberg 1992, ISBN 3-89466-038-4.
- Karl Jakob Hirsch – Die Plakate (1918–1920). PlakatKonzepte, Hannover 1998.